# Desenho anatómico
Desenhos Anatômicos (português brasileiro) ou Desenhos Anatómicos (português europeu), a anatomia artística é uma das bases do “tripé do conhecimento artístico figurativo” ou seja, é um dos conhecimentos básicos na formação de um artista figurativo, ao lado do estudo das técnicas e da composição. O pintor que não deseja realizar obras figurativas, pode escolher as texturas, a abstração, as cores, as paisagens, como tripé para manter sua obra em pé. Mas deverá, assim mesmo, estudar profundamente o tema que pretende representar, para alcançar a maestria.
Um dos primeiros artistas que esboçaram desenhos anatômicos foi Leonardo da Vinci, nascido em 15 de abril de 1452, em Vinci, Itália, é quem melhor se enquadra na definição renascentista de “Artista”,além ter sido mestre em matérias tão diversas quanto matemática, botânica, arquitetura, física, geometria, aerodinâmica, música, pintura, desenho, anatomia e outras. Realizou estudos anatômicos, unificando o conhecimento anatômico obtido através da dissecação ao conhecimento da representação artística, focalizando os detalhes da forma externa do corpo humano.